# Municipio de Paw Paw (Indiana)
El municipio de Paw Paw (en inglés: Paw Paw Township) es un municipio ubicado en el condado de Wabash en el estado estadounidense de Indiana. En el año 2010 tenía una población de 1691 habitantes y una densidad poblacional de 16,13 personas por km².

## Geografía
El municipio de Paw Paw se encuentra ubicado en las coordenadas 40°54′25″N 85°51′38″O / 40.90694, -85.86056. Según la Oficina del Censo de los Estados Unidos, el municipio tiene una superficie total de 104.82 km², de la cual 104,27 km² corresponden a tierra firme y (0,53 %) 0,55 km² es agua.

## Demografía
Según el censo de 2010, había 1691 personas residiendo en el municipio de Paw Paw. La densidad de población era de 16,13 hab./km². De los 1691 habitantes, el municipio de Paw Paw estaba compuesto por el 97,22 % blancos, el 0,24 % eran afroamericanos, el 0,59 % eran amerindios, el 0,3 % eran asiáticos, el 0,83 % eran de otras razas y el 0,83 % eran de una mezcla de razas. Del total de la población el 1,36 % eran hispanos o latinos de cualquier raza.